# Buster Keaton paa Nordpolsekspedition
Buster Keaton paa Nordpolsekspedition er en amerikansk stumfilm fra 1922 af Buster Keaton og Edward F. Cline.

## Medvirkende
- Buster Keaton som en cowboy
- Joe Roberts
- Sybil Seely
- Bonnie Hill
- Freeman Wood
- Edward F. Cline